# Stikine Region
Die Stikine Region ist ein Bezirk in der kanadischen Provinz British Columbia. Sie ist 118.663,53 km² groß und zählt 740 Einwohner (2016). Mit einer Bevölkerungsdichte von 0,005 Einwohnern pro Quadratkilometer ist diese Region die am dünnsten besiedelte in British Columbia und eine der am dünnsten besiedelten in Kanada. Gleichzeitig ist er der größte der Bezirke in British Columbia.
Stikine ist der einzige Regionaldistrikt in British Columbia in dem sich keine eigenständige Gemeinde befindet.
Im Nordwesten des Bezirkes befindet sich der Ort Atlin mit über 450 Einwohnern (2016). Die Bevölkerung dieses Ortes macht somit mehr als die Hälfte der Gesamtbevölkerung der Region aus.